# Audi museum mobile
Audi museum mobile — автомобильный музей, принадлежащий и управляемый компанией Audi, расположенный в городе Ингольштадт, Бавария, Германия. Открытый в 2000 году, он посвящён истории Audi и её предшественников, является центром Audi Forum Ingolstadt.

## Описание
Музей расположен в круглом здании из стекла и стали высотой более 22 м. Здание было спроектировано Гюнтером Хенном (Gunter Henn (нем.)), а концепция музея была разработана KMS (под творческим руководством Майкла Келлера и Кристофа Рорера). Внутри здания есть постоянная экспозиция — около 50 автомобилей и 30 мотоциклов и велосипедов, а также множество других экспонатов, связанных с историей марок Audi, DKW, Horch, Wanderer и NSU. Особенностью музея является патерностер, который постоянно вращает экспозицию из 14 автомобилей.

## Галерея

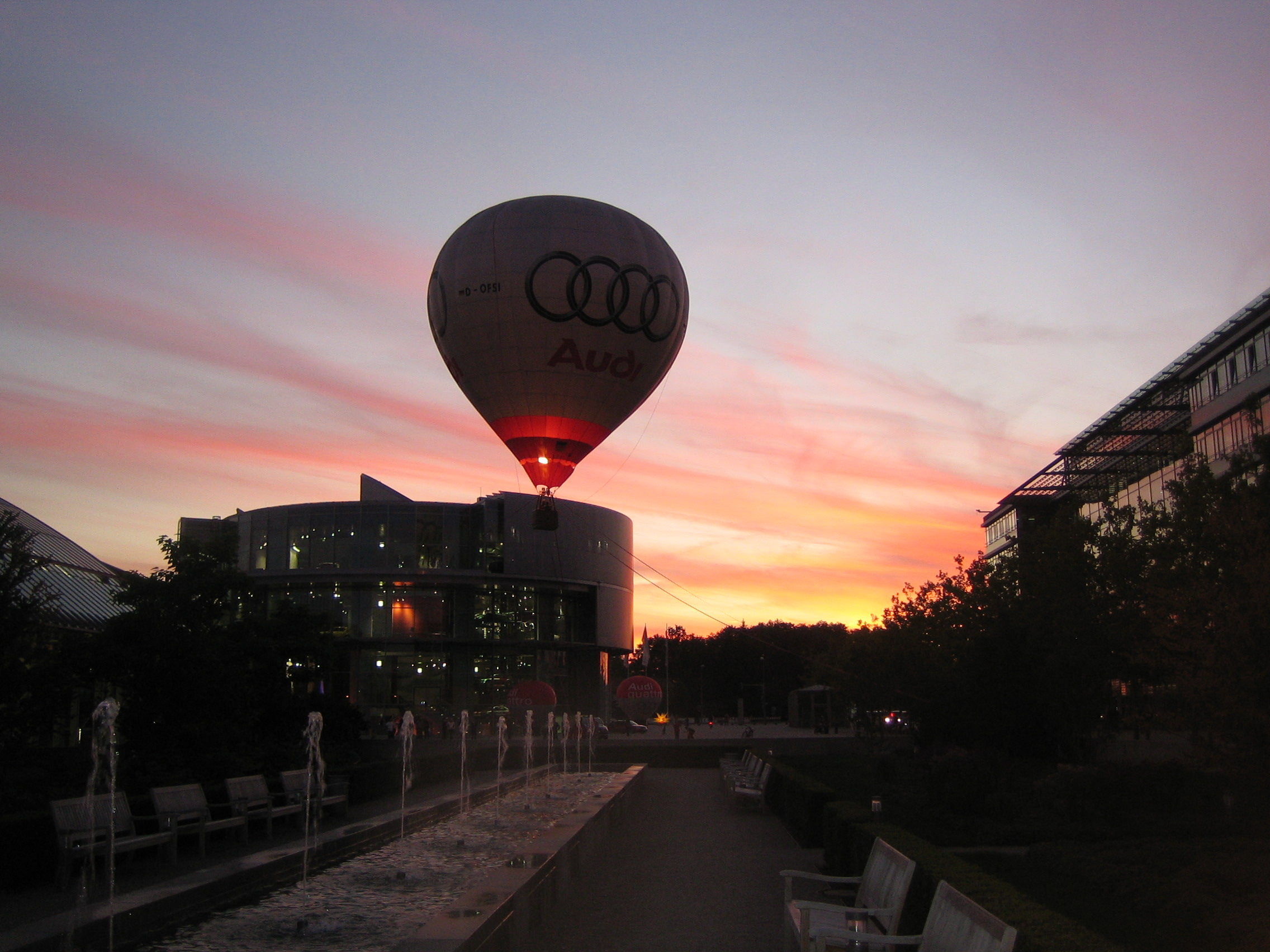
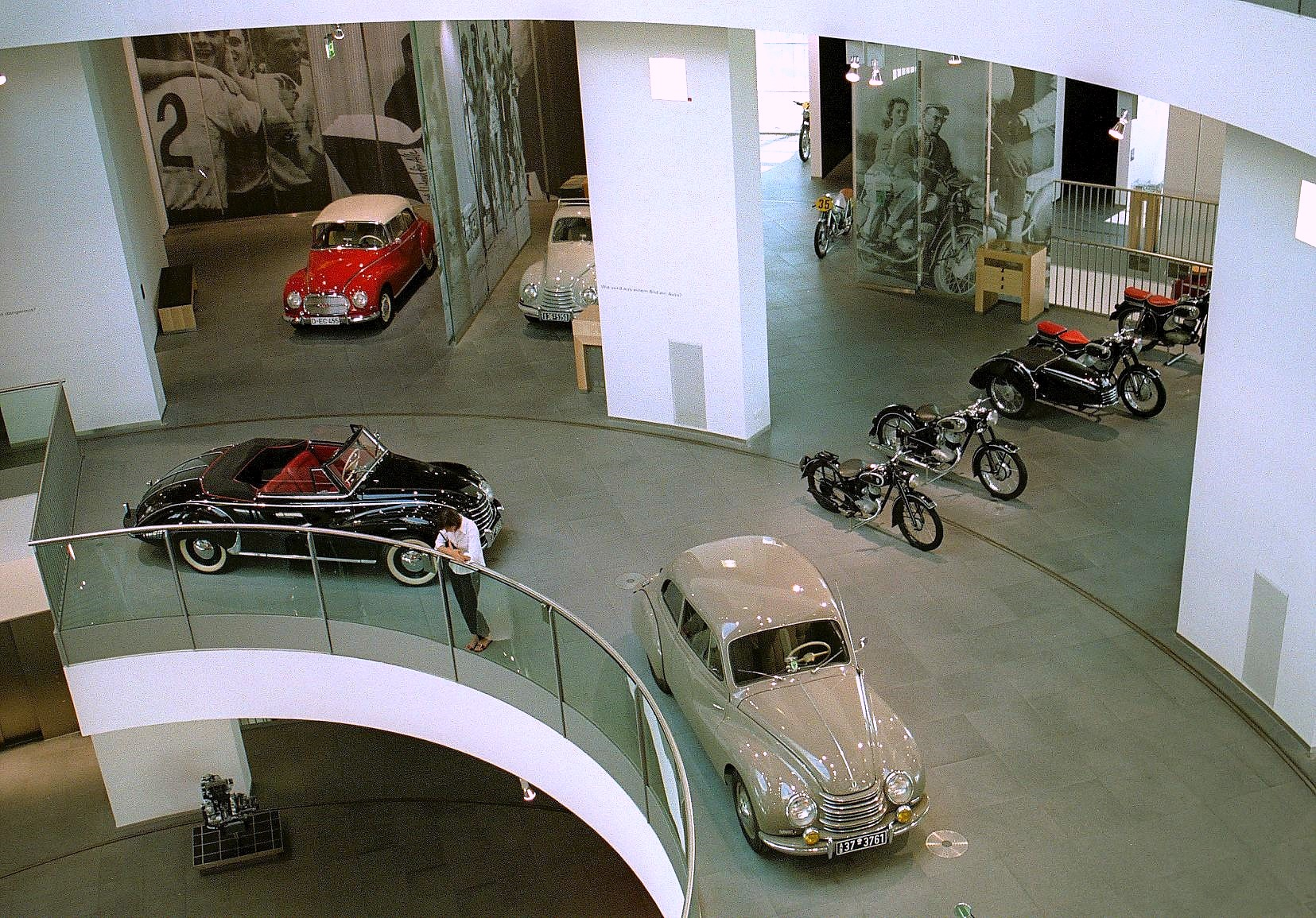
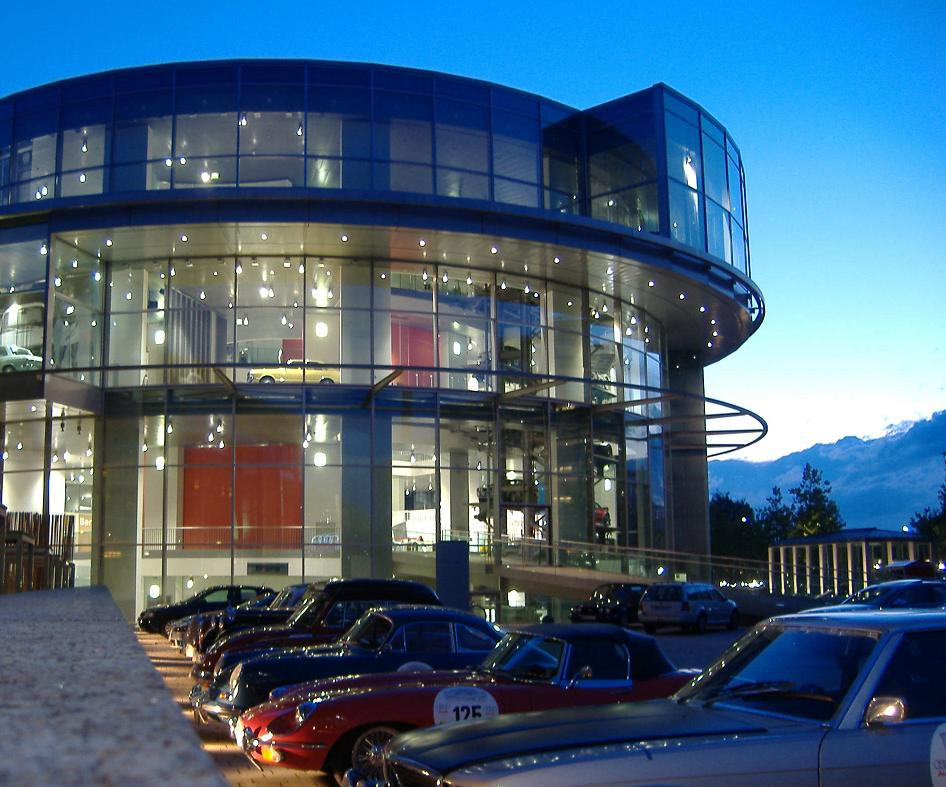
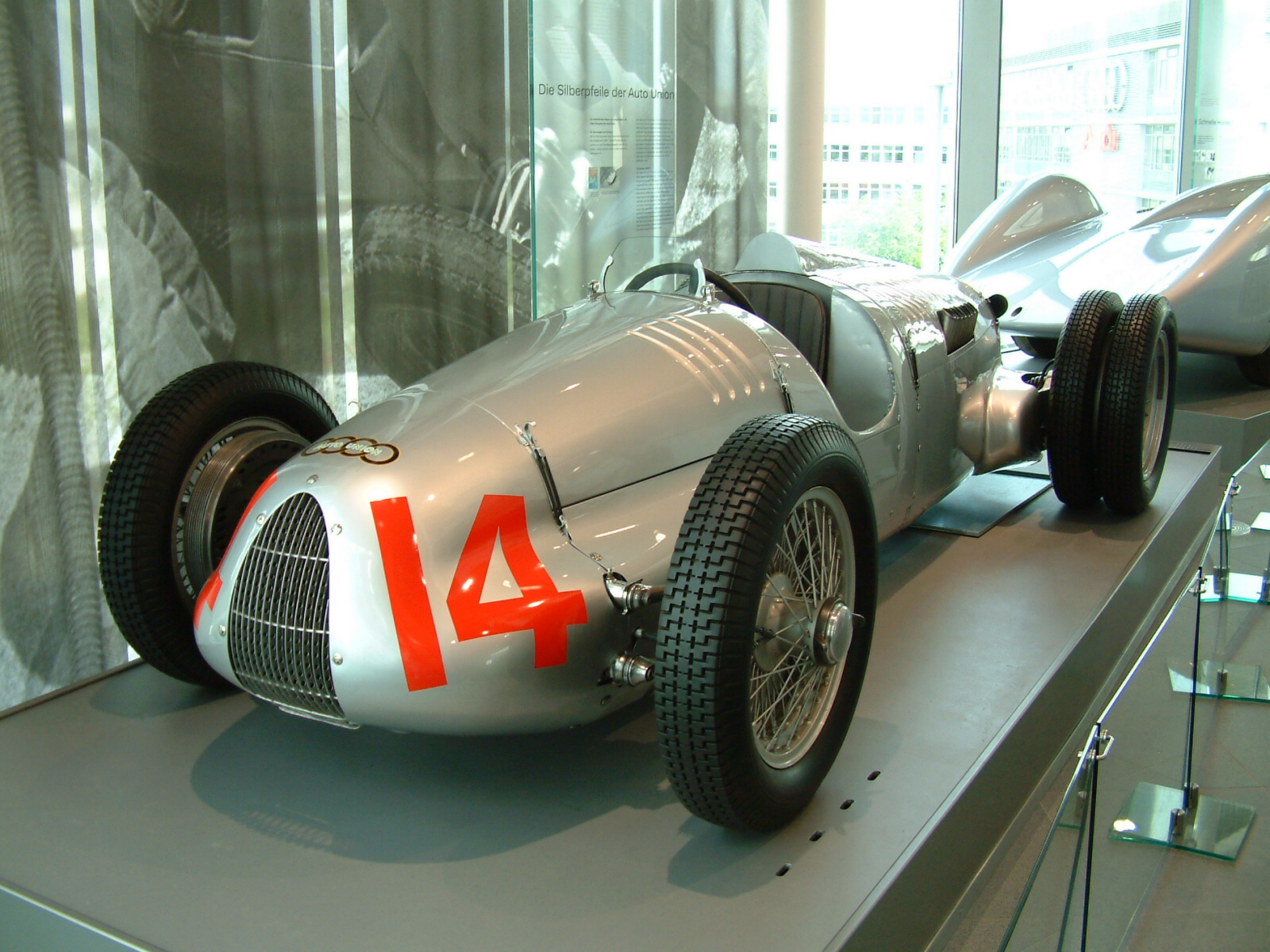